# Rekurzivní přechodová síť

Rekurzivní přechodová síť pro „fancy nouns“. Rekurze vzniká přítomností uzlů označených „fancy noun“.

Rekurzivní přechodová síť (RTN) je v teorii grafů schéma používané pro reprezentaci pravidel bezkontextových gramatik. Rekurzivní přechodové sítě se používají v programovací jazycích, při zpracování přirozeného jazyka a v lexikální analýze. Jakákoli věta, která je zkonstruovaná podle pravidel RTN se nazývá „dobře utvořená“. Strukturální prvky dobře utvořené věty mohou být také dobře utvořené věty nebo to mohou být jednodušší struktury. Z tohoto důvodu je RTN rekurzivní.